# 1966 en mathématiques
| Années des mathématiques : 1963 - 1964 - 1965 - 1966 - 1967 - 1968 - 1969    |
| Décennies des mathématiques : 1930 - 1940 - 1950 - 1960 - 1970 - 1980 - 1990 |

Cet article présente les faits marquants de l'année 1966 en science.

## Naissances
- 30 janvier : Aise Johan de Jong, mathématicien néerlandais né en Belgique.
- 5 février : Natalia Kasperskaïa, mathématicienne russe.
- 14 avril : László Erdős, physicien mathématicien hongrois.
- 19 mai : Felix Otto, mathématicien allemand.
- 20 mai : Manindra Agrawal, mathématicien indien.
- 21 mai : Andrej Dujella, mathématicien croate.
- 4 juin : 
  - Svetlana Jitomirskaya, mathématicienne ukrainienne.
  - Vladimir Voevodsky (mort en 2017), mathématicien russe.

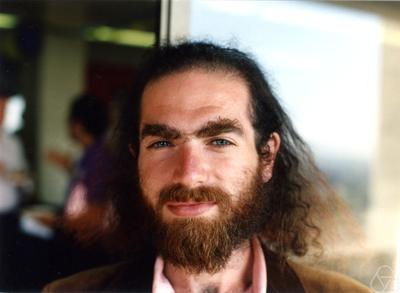
Grigori Perelman

- 13 juin : Grigori Perelman, mathématicien russe.
- 2 juillet : Alexis Bonnet, mathématicien français.
- 19 août : Róbert Szelepcsényi, mathématicien slovaque d'origine hongroise.
- 25 août : Noam Elkies, mathématicien israélo-américain et grand maître international de résolution de problèmes d'échecs.
- 6 octobre : Bryna Kra, mathématicienne américaine.
- 1er novembre : Mamokgethi Setati, mathématicienne sud-africaine.
- 6 novembre : Laurent Lafforgue, mathématicien français.
- 9 novembre : Daniel Huybrechts, mathématicien allemand.
- Izabella Łaba, mathématicienne canadienne.
- Xavier Tolsa, mathématicien espagnol.

## Décès
- 1er janvier : Friedrich Wilhelm Levi (né en 1888), mathématicien allemand.
- 26 mars : Anna Johnson Pell Wheeler (née en 1883), mathématicienne américaine.
- 14 avril : Theodore William Chaundy (né en 1889), mathématicien britannique.
- 2 juin : Nikolaï Vassilievitch Smirnov (né en 1900), mathématicien russe-soviétique.
- 4 juillet : Louis Couffignal (né en 1902), mathématicien et cybernéticien français.
- 21 juillet : Francesco Paolo Cantelli (né en 1875), mathématicien italien.
- 1er août : Robert H. Boyer (né en 1932), mathématicien et physicien américain.
- 9 septembre : Octav Mayer (né en 1895), mathématicien roumain.
- 10 septembre : Émil Julius Gumbel (né en 1891), mathématicien allemand.
- 5 octobre : Arturo Maroni (né en 1873), mathématicien italien.
- 24 octobre : Sofia Yanovskaïa (née en 1896), mathématicienne russe.
- 2 décembre : Luitzen Egbertus Jan Brouwer (né en 1881), mathématicien néerlandais.